# Plantago moorei
Plantago moorei es una especie botánica de planta con flor en la familia de las Plantaginaceae.
Es endémica de las irredentas islas Malvinas.

## Distribución
Sus hábitats son los arbustales templados. Está amenazada por pérdida de hábitat. Lamentablemente solo existe sobre un sitio de 100 x 50 m en una playa del oeste de la isla Gran Malvina. 

## Taxonomía
Plantago moorei fue descrita por Knud Rahn y publicado en Nordic J. Bot. 4: 624 1984.
Etimología
Plantago: nombre genérico que deriva de  plantago = muy principalmente, nombre de varias especies del género Plantago L. (Plantaginaceae) –relacionado con la palabra latina planta, -ae f. = "planta del pie"; por la forma de las hojas, según dicen–. Así, Ambrosini (1666) nos cuenta: “Es llamada Plantago por los autores latinos, vocablo que toman de la planta del pie (a causa de la anchura de sus hojas, las que recuerdan la planta del pie; y asimismo porque las hojas tienen líneas como hechas con arado, semejantes a las que vemos en la planta del pie)”
moorei: epíteto, nombrado por Moore

## Fuente
- Broughton, D.A. & McAdam, J.H. 2003. Plantago moorei. 2006 IUCN Lista Roja de Especies Amenazadas; bajado 23 de agosto de 2007